# Passalozetes macedonicus
Passalozetes macedonicus är en kvalsterart som beskrevs av Tarman 1962. Passalozetes macedonicus ingår i släktet Passalozetes och familjen Passalozetidae. Inga underarter finns listade i Catalogue of Life.